# 陈二曦
陈二曦（1950年—），河南渑池人，汉族，中华人民共和国政治人物、第十一届全国人民代表大会解放军代表。
毕业于国防大学联合战役指挥专业，是中共党员。担任宁夏军区司令员。2008年起担任全国人大代表。